# Christel Sundqvist
Christel Sundqvist, född 1970, är en finländsk författare, syster till författarkollegan Ulrika Nielsen. Hon är uppvuxen i Nykarleby, bosatt i Vasa. Sundqvist romandebuterade med Flickan i flaskan (2009).